# هنری اچ. کارتر
هنری اچ. کارتر (انگلیسی: Henry H. Carter؛ ۲۸ ژوئن ۱۹۰۵ – ۲۰۰۱) استاد زبان‌شناسی، مترجم و فرمانده ذخیره نیروی دریایی ایالات متحده آمریکا بود.